# Visalia
Visalia è una città situata nella agricola valle di San Joaquin della California, a circa 230 miglia (370 km) a sud-est di San Francisco, 190 miglia (310 km) a nord di Los Angeles, 36 miglia (58 km) a ovest del parco nazionale di Sequoia e 43 miglia (69 km) a sud di Fresno. La popolazione era di 130 104 abitanti al censimento del 2015.
Visalia è la quinta città più grande della valle di San Joaquin dopo Fresno, Bakersfield, Stockton e Modesto; la 44ª più popolosa della California; e la 198ª più popolosa degli Stati Uniti.
In qualità di capoluogo della contea di Tulare, Visalia è il centro economico e governativo di una delle contee agricole più produttive del paese.
I parchi nazionali di Yosemite, Sequoia e Kings Canyon si trovano nelle vicine montagne della Sierra Nevada, la catena montuosa più alta degli Stati Uniti continentali.

## Geografia fisica
Secondo lo United States Census Bureau, ha un'area totale di 36,27 mi² (93,94 km²).

## Storia
L'area intorno a Visalia era abitata dalle tribù Yokut e Mono migliaia di anni fa. Non si sa quando i primi europei arrivarono, ma il primo a fare una registrazione scritta dell'area fu Pedro Fages nel 1722. Nel 1852, alcuni pionieri colonizzarono l'area, che la chiamarono Four Creeks. La città fu acquistata da Nathaniel Vise e nel novembre 1852 scrisse:
Nel 1853, quella previsione divenne una realtà e Visalia divenne il capoluogo della contea da quel momento. Visalia prende il nome dal luogo di provenienza di Nathaniel Vise, Visalia nel Kentucky. La città fu incorporata il 27 febbraio 1874.

## Società

### Evoluzione demografica
Secondo il censimento del 2010, la popolazione era di 124 442 abitanti.

### Etnie e minoranze straniere
Secondo il censimento del 2010, la composizione etnica della città era formata dal 64,5% di bianchi, il 2,1% di afroamericani, l'1,4% di nativi americani, il 5,4% di asiatici, lo 0,1% di oceaniani, il 21,9% di altre razze, e il 4,6% di due o più etnie. Ispanici o latinos di qualunque razza erano il 46,0% della popolazione.